# 한국진공학회
한국진공학회는 진공 및 이에 관련되는 학문과 기술 및 응용에 관한 지식의 향상과 더불어 진공, 공업의 보급 발전을 계획하고, 나아가 국가의 관련분야 학술 및 공업기술의 발전에 기여함을 목적으로 1991년 9월 10일 설립허가된 대한민국 미래창조과학부 소관의 사단법인이다. 사무실은 서울특별시 강남구 테헤란로 435, 710호 (삼성동, 대종빌딩)에 있다.